# Большие Санкт-Галленские анналы
Большие Санкт-Галленские анналы (лат. Annales Sangallenses maiores) — анналы составленные в IX в. в монастыре Святого Галла и дополнявшиеся в нём вплоть до сер. XI в. Охватывают период с 709 по 1056 гг. Описывают события истории Франкского государства, Священной Римской империи, Италии и Франции.

## Издания
- Annales Sangallenses maiores / ed. I. ab Arx // MGH, SS. Bd. I. Hannover. 1826, p. 72-85[2].

## Переводы на русский язык
- Большие Санкт-Галленские анналы. Годы 709—918 в переводе И. Дьяконова на сайте Восточная литература
- Большие Санкт-Галленские анналы. Годы 919—1056 в переводе И. Дьяконова на сайте Восточная литература